# 苯氯仿
苯氯仿（又名苄川三氯）是一种化学式为C6H5CCl3的有机化合物。它主要在如染料等化工产品的制备过程中作为一种中间体。

## 生产与使用
苯氯仿是对甲苯进行自由基氯化而制得的，这步反应可由光或者如过氧化苯甲酰等自由基引发剂催化。其中存在两种中间产物：
C6H5CH3  +  Cl2   →  C6H5CH2Cl +  HCl
C6H5CH2Cl  +  Cl2   →  C6H5CHCl2  +  HCl
C6H5CHCl2  +  Cl2   →  C6H5CCl3  +  HCl
苯氯仿被水解成为苯甲酰氯：
C6H5CCl3  +  H2O   →  C6H5C(O)Cl  +  2 HCl
也可被转化为苯氟仿，后者是一种杀虫剂的前体：
C6H5CCl3  +  3 KF   →  C6H5CF3  +  3 KCl

## 安全性
苯氯仿遇高热或明火可能燃烧生成剧毒的光气。实验证明它对动物致癌，且是可疑人类致癌物。